# National Hockey League 2003-2004
La stagione 2003-2004 è stata la 87ª edizione della National Hockey League. La stagione regolare iniziò l'8 ottobre 2003 per poi concludersi il 4 aprile 2004, mentre i playoff della Stanley Cup terminarono il 22 maggio 2004. Per la prima volta dalla stagione 1969-70 le squadre indossarono le divise scure negli incontri casalinghi, vestendo invece le divise bianche negli incontri disputati in trasferta. I Phoenix Coyotes si trasferirono presso la Jobing.com Arena di Glendale, dopo sette stagioni giocate alla America West Arena di Phoenix. Per l'ultima volta al termine dei tempi supplementari di cinque minuti fu assegnato il pareggio, mentre a partire dagli anni successivi fu introdotta la serie di shootout per determinare la squadra vincitrice dell'incontro. I Minnesota Wild ospitarono l'NHL All-Star Game presso l'Xcel Energy Center l'8 febbraio 2004. La finale di Stanley Cup finì il 7 giugno con la vittoria dei Tampa Bay Lightning contro i Calgary Flames per 4-3. Per la prima volta una squadra della Florida si aggiudicò la Stanley Cup.

## Squadre partecipanti
- Atlanta Thrashers
- Boston Bruins
- Buffalo Sabres
- Calgary Flames
- Carolina Hurricanes
- Chicago Blackhawks
- Colorado Avalanche
- Columbus Blue Jackets
- Dallas Stars
- Detroit Red Wings
- Edmonton Oilers
- Florida Panthers
- Los Angeles Kings
- Mighty Ducks Anaheim
- Minnesota Wild

- Montreal Canadiens
- Nashville Predators
- New Jersey Devils
- New York Islanders
- New York Rangers
- Ottawa Senators
- Philadelphia Flyers
- Phoenix Coyotes
- Pittsburgh Penguins
- San Jose Sharks
- St. Louis Blues
- Tampa Bay Lightning
- Toronto Maple Leafs
- Vancouver Canucks
- Washington Capitals

## Pre-season

### NHL Entry Draft
L'Entry Draft si tenne fra il 21 ed il 22 giugno 2003 presso il Gaylord Entertainment Center di Nashville, in Tennessee. I Pittsburgh Penguins nominarono come prima scelta assoluta il portiere Marc-André Fleury. Altri giocatori rilevanti all'esordio in NHL furono Eric Staal, Zach Parise, Patrice Bergeron e Ryan Getzlaf.

## Stagione regolare

### Classifiche
= Qualificata per i playoff,       = Primo posto nella Conference,       = Vincitore del Presidents' Trophy, ( ) = Posizione nella Conference

#### Eastern Conference
Northeast Division
|    |                         | PG | V  | S  | N  | OTS | GF  | GS  | PT  |
| -- | ----------------------- | -- | -- | -- | -- | --- | --- | --- | --- |
| 1. | Boston Bruins (2)       | 82 | 41 | 19 | 15 | 7   | 209 | 188 | 104 |
| 2. | Toronto Maple Leafs (4) | 82 | 45 | 24 | 10 | 3   | 242 | 204 | 103 |
| 3. | Ottawa Senators (5)     | 82 | 43 | 23 | 10 | 6   | 262 | 189 | 102 |
| 4. | Montreal Canadiens (7)  | 82 | 41 | 30 | 7  | 4   | 208 | 192 | 93  |
| 5. | Buffalo Sabres (9)      | 82 | 37 | 34 | 7  | 4   | 220 | 221 | 85  |

Atlantic Division
|    |                          | PG | V  | S  | N  | OTS | GF  | GS  | PT  |
| -- | ------------------------ | -- | -- | -- | -- | --- | --- | --- | --- |
| 1. | Philadelphia Flyers (3)  | 82 | 40 | 21 | 15 | 6   | 229 | 186 | 101 |
| 2. | New Jersey Devils (6)    | 82 | 43 | 25 | 12 | 2   | 213 | 164 | 100 |
| 3. | New York Islanders (8)   | 82 | 38 | 29 | 11 | 4   | 237 | 210 | 91  |
| 4. | New York Rangers (13)    | 82 | 27 | 40 | 7  | 8   | 206 | 250 | 69  |
| 5. | Pittsburgh Penguins (15) | 82 | 23 | 47 | 8  | 4   | 190 | 303 | 58  |

Southeast Division
|    |                          | PG | V  | S  | N  | OTS | GF  | GS  | PT  |
| -- | ------------------------ | -- | -- | -- | -- | --- | --- | --- | --- |
| 1. | Tampa Bay Lightning (1)  | 82 | 46 | 22 | 8  | 6   | 245 | 192 | 106 |
| 2. | Atlanta Thrashers (10)   | 82 | 33 | 37 | 8  | 4   | 214 | 243 | 78  |
| 3. | Carolina Hurricanes (11) | 82 | 28 | 34 | 14 | 6   | 172 | 209 | 76  |
| 4. | Florida Panthers (12)    | 82 | 28 | 35 | 15 | 4   | 188 | 221 | 75  |
| 5. | Washington Capitals (14) | 82 | 23 | 46 | 10 | 3   | 186 | 253 | 59  |

#### Western Conference
Northwest Division
|    |                        | PG | V  | S  | N  | OTS | GF  | GS  | PT  |
| -- | ---------------------- | -- | -- | -- | -- | --- | --- | --- | --- |
| 1. | Vancouver Canucks (3)  | 82 | 43 | 24 | 10 | 5   | 235 | 194 | 101 |
| 2. | Colorado Avalanche (4) | 82 | 40 | 22 | 13 | 7   | 235 | 198 | 101 |
| 3. | Calgary Flames (6)     | 82 | 42 | 30 | 7  | 3   | 200 | 176 | 94  |
| 4. | Edmonton Oilers (9)    | 82 | 36 | 29 | 12 | 5   | 221 | 208 | 89  |
| 5. | Minnesota Wild (10)    | 82 | 30 | 29 | 20 | 3   | 188 | 183 | 83  |

Central Division
|    |                            | PG | V  | S  | N  | OTS | GF  | GS  | PT  |
| -- | -------------------------- | -- | -- | -- | -- | --- | --- | --- | --- |
| 1. | Detroit Red Wings (1)      | 82 | 48 | 28 | 11 | 2   | 255 | 189 | 109 |
| 2. | St. Louis Blues (7)        | 82 | 39 | 30 | 11 | 2   | 191 | 198 | 91  |
| 3. | Nashville Predators (8)    | 82 | 38 | 29 | 11 | 4   | 216 | 217 | 91  |
| 4. | Columbus Blue Jackets (14) | 82 | 25 | 45 | 8  | 4   | 177 | 238 | 62  |
| 5. | Chicago Blackhawks (15)    | 82 | 20 | 43 | 11 | 8   | 188 | 259 | 59  |

Pacific Division
|    |                           | PG | V  | S  | N  | OTS | GF  | GS  | PT  |
| -- | ------------------------- | -- | -- | -- | -- | --- | --- | --- | --- |
| 1. | San Jose Sharks (2)       | 82 | 43 | 21 | 12 | 6   | 219 | 183 | 104 |
| 2. | Dallas Stars (5)          | 82 | 41 | 26 | 13 | 2   | 194 | 175 | 97  |
| 3. | Los Angeles Kings (11)    | 82 | 28 | 29 | 16 | 9   | 205 | 217 | 81  |
| 4. | Mighty Ducks Anaheim (12) | 82 | 29 | 35 | 10 | 8   | 184 | 213 | 76  |
| 5. | Phoenix Coyotes (13)      | 82 | 22 | 36 | 18 | 6   | 188 | 245 | 68  |

### Statistiche

#### Classifica marcatori
La seguente lista elenca i migliori marcatori al termine della stagione regolare.

| Giocatore         | Squadra                               | PG | G  | A  | Pt | +/- | MP |
| ----------------- | ------------------------------------- | -- | -- | -- | -- | --- | -- |
| Martin St. Louis  | Tampa Bay Lightning                   | 82 | 38 | 56 | 94 | +35 | 24 |
| Il'ja Koval'čuk   | Atlanta Thrashers                     | 81 | 41 | 46 | 87 | -10 | 63 |
| Joe Sakic         | Colorado Avalanche                    | 81 | 33 | 54 | 87 | +11 | 42 |
| Markus Näslund    | Vancouver Canucks                     | 78 | 35 | 49 | 84 | +24 | 59 |
| Marián Hossa      | Ottawa Senators                       | 81 | 36 | 46 | 82 | +4  | 46 |
| Patrik Eliáš      | New Jersey Devils                     | 82 | 38 | 43 | 81 | +26 | 44 |
| Daniel Alfredsson | Ottawa Senators                       | 77 | 32 | 48 | 80 | +12 | 24 |
| Cory Stillman     | Tampa Bay Lightning                   | 82 | 25 | 55 | 80 | +18 | 36 |
| Robert Lang       | Washington Capitals Detroit Red Wings | 69 | 30 | 49 | 79 | +4  | 24 |
| Brad Richards     | Tampa Bay Lightning                   | 82 | 26 | 53 | 79 | +14 | 12 |

#### Classifica portieri
La seguente lista elenca i migliori portieri al termine della stagione regolare.

| Giocatore        | Squadra             | PG | Min     | V  | S  | P  | OTS | GS  | SO | Sv%  | MGS  |
| ---------------- | ------------------- | -- | ------- | -- | -- | -- | --- | --- | -- | ---- | ---- |
| Miikka Kiprusoff | Calgary Flames      | 38 | 2300:32 | 24 | 10 | 4  | 1   | 65  | 4  | .933 | 1.69 |
| Dwayne Roloson   | Minnesota Wild      | 48 | 2846:56 | 19 | 18 | 11 | 2   | 89  | 5  | .933 | 1.88 |
| Marty Turco      | Dallas Stars        | 73 | 4359:16 | 37 | 21 | 13 | 0   | 144 | 9  | .913 | 1.98 |
| Martin Brodeur   | New Jersey Devils   | 75 | 4554:33 | 38 | 26 | 11 | 2   | 154 | 11 | .917 | 2.03 |
| Robert Esche     | Philadelphia Flyers | 40 | 2322:14 | 21 | 11 | 7  | 2   | 79  | 3  | .915 | 2.04 |
| Andrew Raycroft  | Boston Bruins       | 57 | 3420:04 | 29 | 18 | 9  | 3   | 117 | 3  | .929 | 2.05 |
| John Grahame     | Tampa Bay Lightning | 29 | 1688:13 | 18 | 9  | 1  | 2   | 58  | 1  | .913 | 2.06 |
| Vesa Toskala     | San Jose Sharks     | 28 | 1540:56 | 12 | 8  | 4  | 1   | 53  | 1  | .930 | 2.06 |
| David Äbischer   | Colorado Avalanche  | 62 | 3702:49 | 32 | 19 | 9  | 3   | 129 | 4  | .924 | 2.09 |
| Manny Legace     | Detroit Red Wings   | 41 | 2325:26 | 23 | 10 | 5  | 0   | 82  | 3  | .920 | 2.12 |

## Playoff

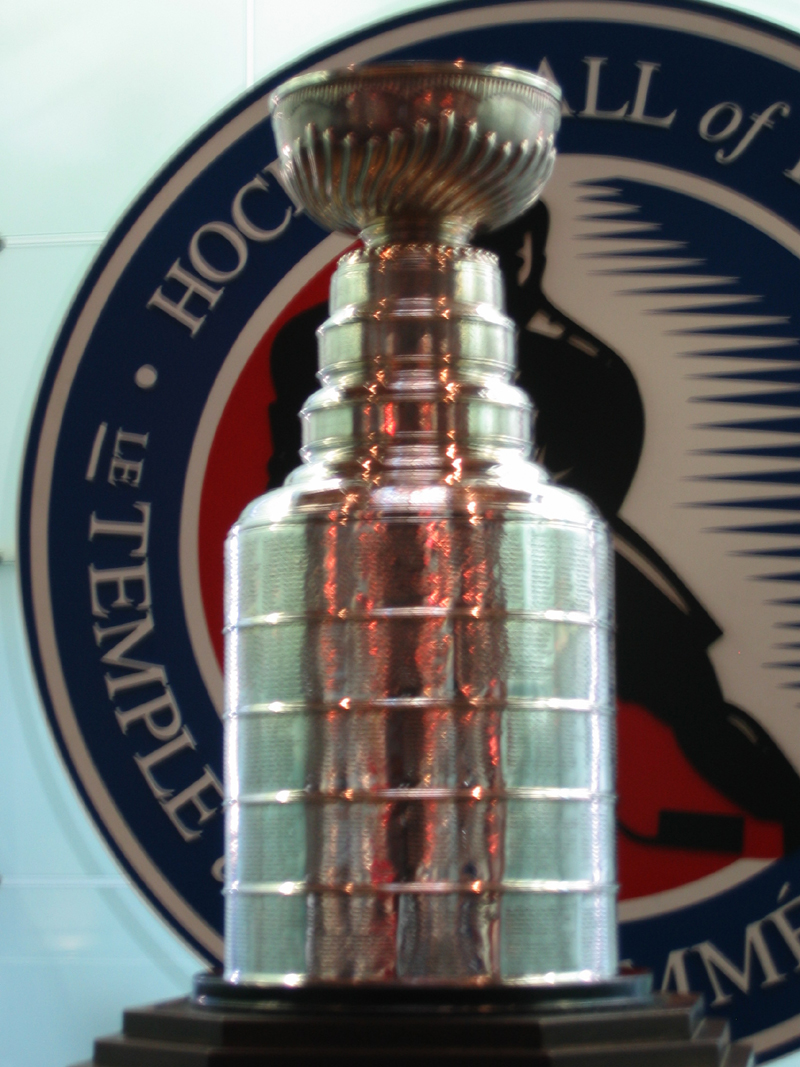
Il trofeo della Stanley Cup

Al termine della stagione regolare le migliori 16 squadre del campionato si sono qualificate per i playoff. I Detroit Red Wings si aggiudicarono il Presidents' Trophy avendo ottenuto il miglior record della lega con 109 punti. I campioni di ciascuna Division conservarono il proprio ranking per l'intera durata dei playoff, mentre le altre squadre furono ricollocate nella graduatoria dopo ciascun turno.

### Tabellone playoff
In ciascun turno la squadra con il ranking più alto si sfidò con quella dal posizionamento più basso, usufruendo anche del vantaggio del fattore campo. Nella finale di Stanley Cup il fattore campo fu determinato dai punti ottenuti in stagione regolare dalle due squadre. Ciascuna serie, al meglio delle sette gare, seguì il formato 2–2–1–1–1: la squadra migliore in stagione regolare avrebbe disputato in casa Gara-1 e 2, (se necessario anche Gara-5 e 7), mentre quella posizionata peggio avrebbe giocato nel proprio palazzetto Gara-3 e 4 (se necessario anche Gara-6).
|  | Quarti di finale Conference | Quarti di finale Conference                      | Quarti di finale Conference |   |                     | Semifinali Conference | Semifinali Conference | Semifinali Conference |                    |                    | Finali Conference   | Finali Conference  | Finali Conference  |  |  | Finale Stanley Cup | Finale Stanley Cup | Finale Stanley Cup |
|  |                             |                                                  |                             |   |                     |                       |                       |                       |                    |                    |                     |                    |                    |  |  |                    |                    |                    |
|  | 1                           | Tampa Bay Lightning                              | 4                           |   |                     | 1                     | Tampa Bay Lightning   | 4                     |                    |                    |                     |                    |                    |  |  |                    |                    |                    |
|  | 8                           | New York Islanders                               | 1                           |   |                     | 7                     | Montreal Canadiens    | 0                     |                    |                    |                     |                    |                    |  |  |                    |                    |                    |
|  |                             |                                                  |                             |   |                     |                       |                       |                       |                    |                    |                     |                    |                    |  |  |                    |                    |                    |
|  | 2                           | Boston Bruins                                    | 3                           |   |                     |                       |                       |                       | Eastern Conference | Eastern Conference | Eastern Conference  | Eastern Conference | Eastern Conference |  |  |                    |                    |                    |
|  | 2                           | Boston Bruins                                    | 3                           |   |                     |                       |                       |                       | Eastern Conference | Eastern Conference | Eastern Conference  | Eastern Conference | Eastern Conference |  |  |                    |                    |                    |
|  | 7                           | Montreal Canadiens                               | 4                           |   |                     |                       |                       |                       |                    |                    |                     |                    |                    |  |  |                    |                    |                    |
|  | 7                           | Montreal Canadiens                               | 4                           |   |                     |                       |                       |                       |                    | 1                  | Tampa Bay Lightning | 4                  |                    |  |  |                    |                    |                    |
|  |                             |                                                  |                             |   |                     |                       |                       |                       |                    | 1                  | Tampa Bay Lightning | 4                  |                    |  |  |                    |                    |                    |
|  |                             | 3                                                | Philadelphia Flyers         | 3 |                     |                       |                       |                       |                    |                    |                     |                    |                    |  |  |                    |                    |                    |
|  | 3                           | 3                                                | Philadelphia Flyers         | 3 | Philadelphia Flyers | 4                     |                       |                       |                    |                    |                     |                    |                    |  |  |                    |                    |                    |
|  | 3                           |                                                  |                             |   | Philadelphia Flyers | 4                     |                       |                       |                    |                    |                     |                    |                    |  |  |                    |                    |                    |
|  | 6                           | New Jersey Devils                                | 1                           |   |                     |                       |                       |                       |                    |                    |                     |                    |                    |  |  |                    |                    |                    |
|  | 6                           | New Jersey Devils                                | 1                           |   |                     |                       |                       |                       |                    |                    |                     |                    |                    |  |  |                    |                    |                    |
|  |                             |                                                  |                             |   |                     |                       |                       |                       |                    |                    |                     |                    |                    |  |  |                    |                    |                    |
|  |                             |                                                  |                             |   |                     |                       |                       |                       |                    |                    |                     |                    |                    |  |  |                    |                    |                    |
|  | 4                           | Toronto Maple Leafs                              | 4                           |   | 3                   | Philadelphia Flyers   | 4                     |                       |                    |                    |                     |                    |                    |  |  |                    |                    |                    |
|  | 4                           | Toronto Maple Leafs                              | 4                           |   | 3                   | Philadelphia Flyers   | 4                     |                       |                    |                    |                     |                    |                    |  |  |                    |                    |                    |
|  | 5                           | Ottawa Senators                                  | 3                           |   |                     | 4                     | Toronto Maple Leafs   | 2                     |                    |                    |                     |                    |                    |  |  |                    |                    |                    |
|  | 5                           | Ottawa Senators                                  | 3                           |   |                     |                       |                       |                       |                    | E1                 | Tampa Bay Lightning | 4                  |                    |  |  |                    |                    |                    |
|  |                             | (Accoppiamenti ristabiliti dopo il primo turno.) |                             |   |                     |                       |                       |                       |                    | E1                 | Tampa Bay Lightning | 4                  |                    |  |  |                    |                    |                    |
|  |                             | W6                                               | Calgary Flames              | 3 |                     |                       |                       |                       |                    |                    |                     |                    |                    |  |  |                    |                    |                    |
|  | 1                           | W6                                               | Calgary Flames              | 3 | Detroit Red Wings   | 4                     |                       |                       | 1                  | Detroit Red Wings  | 2                   |                    |                    |  |  |                    |                    |                    |
|  | 1                           |                                                  |                             |   | Detroit Red Wings   | 4                     |                       |                       | 1                  | Detroit Red Wings  | 2                   |                    |                    |  |  |                    |                    |                    |
|  | 8                           | Nashville Predators                              | 2                           |   |                     | 6                     | Calgary Flames        | 4                     |                    |                    |                     |                    |                    |  |  |                    |                    |                    |
|  | 8                           | Nashville Predators                              | 2                           |   |                     | 6                     | Calgary Flames        | 4                     |                    |                    |                     |                    |                    |  |  |                    |                    |                    |
|  |                             |                                                  |                             |   |                     |                       |                       |                       |                    |                    |                     |                    |                    |  |  |                    |                    |                    |
|  | 2                           | San Jose Sharks                                  | 4                           |   |                     |                       |                       |                       |                    |                    |                     |                    |                    |  |  |                    |                    |                    |
|  | 2                           | San Jose Sharks                                  | 4                           |   |                     |                       |                       |                       |                    |                    |                     |                    |                    |  |  |                    |                    |                    |
|  | 7                           | St. Louis Blues                                  | 1                           |   |                     |                       |                       |                       |                    |                    |                     |                    |                    |  |  |                    |                    |                    |
|  | 7                           | St. Louis Blues                                  | 1                           |   |                     |                       |                       |                       | 6                  | Calgary Flames     | 4                   |                    |                    |  |  |                    |                    |                    |
|  |                             |                                                  |                             |   |                     |                       |                       |                       | 6                  | Calgary Flames     | 4                   |                    |                    |  |  |                    |                    |                    |
|  |                             | 2                                                | San Jose Sharks             | 2 |                     |                       |                       |                       |                    |                    |                     |                    |                    |  |  |                    |                    |                    |
|  | 3                           | 2                                                | San Jose Sharks             | 2 | Vancouver Canucks   | 3                     |                       |                       |                    |                    |                     |                    |                    |  |  |                    |                    |                    |
|  | 3                           |                                                  |                             |   | Vancouver Canucks   | 3                     |                       |                       |                    |                    |                     |                    |                    |  |  |                    |                    |                    |
|  | 6                           | Calgary Flames                                   | 4                           |   |                     |                       |                       |                       |                    |                    | Western Conference  | Western Conference | Western Conference |  |  |                    |                    |                    |
|  | 6                           | Calgary Flames                                   | 4                           |   |                     |                       |                       |                       |                    |                    | Western Conference  | Western Conference | Western Conference |  |  |                    |                    |                    |
|  |                             |                                                  |                             |   |                     |                       |                       |                       |                    |                    |                     |                    |                    |  |  |                    |                    |                    |
|  | 4                           | Colorado Avalanche                               | 4                           |   | 2                   | San Jose Sharks       | 4                     |                       |                    |                    |                     |                    |                    |  |  |                    |                    |                    |
|  | 4                           | Colorado Avalanche                               | 4                           |   | 2                   | San Jose Sharks       | 4                     |                       |                    |                    |                     |                    |                    |  |  |                    |                    |                    |
|  | 5                           | Dallas Stars                                     | 1                           |   |                     | 4                     | Colorado Avalanche    | 2                     |                    |                    |                     |                    |                    |  |  |                    |                    |                    |

### Stanley Cup
La finale della Stanley Cup 2004 è stata una serie al meglio delle sette gare che ha determinato il campione della National Hockey League per la stagione 2003-04. I Tampa Bay Lightning hanno sconfitto i Calgary Flames in sette partite e si sono aggiudicati la Stanley Cup per la prima volta nella loro storia. Per i Lightning fu la prima finale nella loro storia, mentre per i Calgary Flames fu la terza presenza, la prima dopo quella vittoriosa del 1989.

## Premi NHL

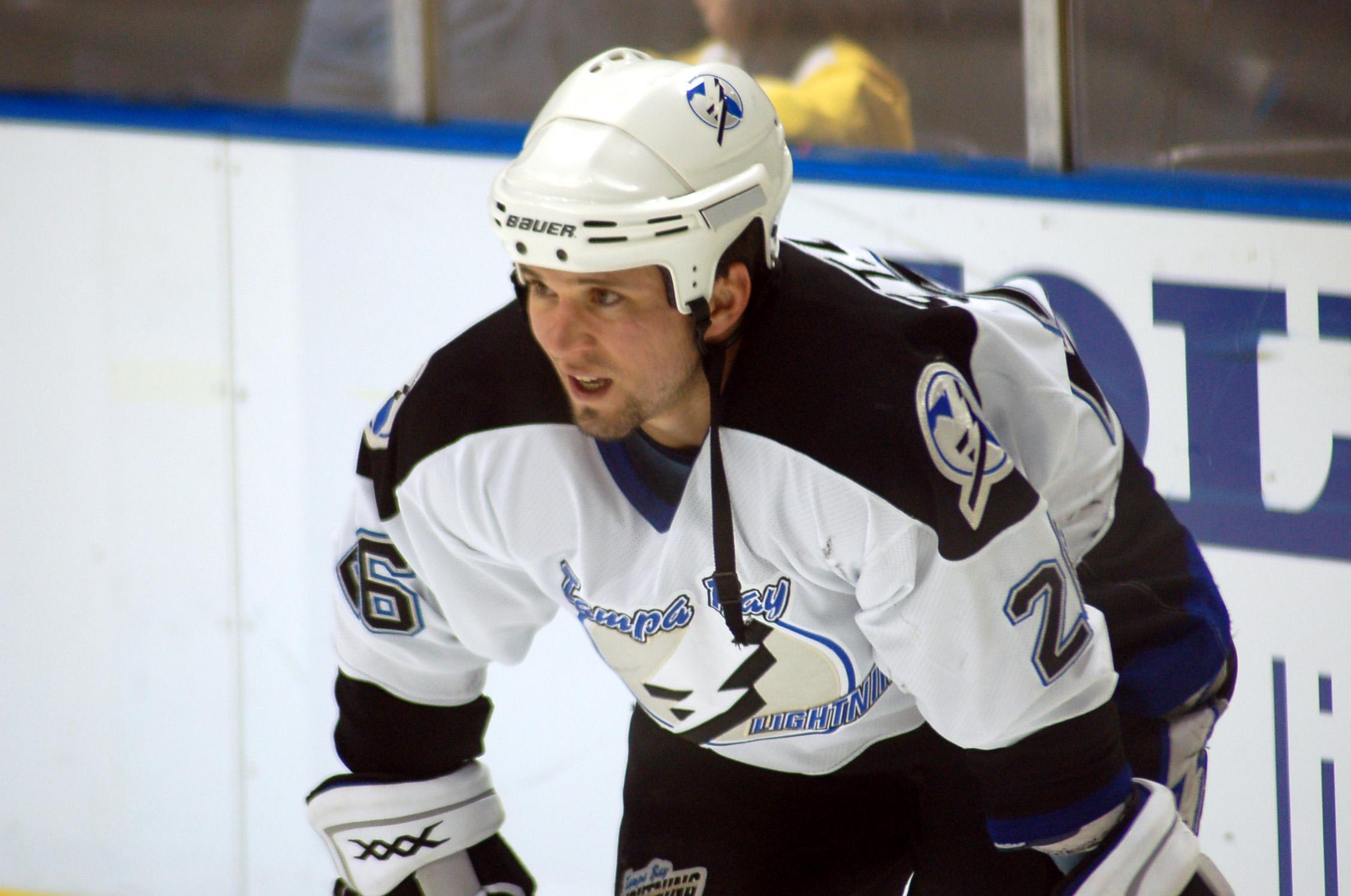
Martin St. Louis, vincitore nella stessa stagione dell'Art Ross Trophy, dell'Hart Memorial Trophy e del Lester B. Pearson Award.

### Riconoscimenti
- Stanley Cup: Tampa Bay Lightning
- Presidents' Trophy: Detroit Red Wings
- Prince of Wales Trophy: Tampa Bay Lightning
- Clarence S. Campbell Bowl: Calgary Flames
- Art Ross Trophy: Martin St. Louis (Tampa Bay Lightning)
- Bill Masterton Memorial Trophy: Bryan Berard (Chicago Blackhawks)
- Calder Memorial Trophy: Andrew Raycroft (Boston Bruins)
- Conn Smythe Trophy: Brad Richards (Tampa Bay Lightning)
- Frank J. Selke Trophy: Kris Draper (Detroit Red Wings)
- Hart Memorial Trophy: Martin St. Louis (Tampa Bay Lightning)
- Jack Adams Award: John Tortorella (Tampa Bay Lightning)
- James Norris Memorial Trophy: Scott Niedermayer (New Jersey Devils)
- King Clancy Memorial Trophy: Jarome Iginla (Calgary Flames)
- Lady Byng Memorial Trophy: Brad Richards (Tampa Bay Lightning)
- Lester B. Pearson Award: Martin St. Louis (Tampa Bay Lightning)
- Lester Patrick Trophy: Mike Emrick, John Davidson, Ray Miron
- Maurice Richard Trophy: Jarome Iginla (Calgary Flames), Rick Nash (Columbus Blue Jackets), Il'ja Koval'čuk (Atlanta Thrashers)
- NHL Foundation Player Award: Jarome Iginla (Calgary Flames)
- NHL Plus/Minus Award: Martin St. Louis (Tampa Bay Lightning), Marek Malík (Vancouver Canucks)
- Roger Crozier Saving Grace Award: Dwayne Roloson (Minnesota Wild)
- Vezina Trophy: Martin Brodeur (New Jersey Devils)
- William M. Jennings Trophy: Martin Brodeur (New Jersey Devils)

### NHL All-Star Team
First All-Star Team
- Attaccanti: Markus Näslund • Joe Sakic • Martin St. Louis
- Difensori: Scott Niedermayer • Zdeno Chára
- Portiere: Martin Brodeur

Second All-Star Team
- Attaccanti: Il'ja Koval'čuk • Mats Sundin • Jarome Iginla
- Difensori: Chris Pronger • Bryan McCabe
- Portiere: Roberto Luongo

NHL All-Rookie Team
- Attaccanti: Trent Hunter • Ryan Malone • Michael Ryder
- Difensori: John-Michael Liles • Joni Pitkänen
- Portiere: Andrew Raycroft